# Lochmoor Waterway Estates
Lochmoor Waterway Estates est une census-designated place du comté de Lee, dans l'État de Floride, aux États-Unis,. En 2020, elle compte une population de 5 828 habitants.